# Tomaž Pirnat
Tomaž Pirnat, slovenski zborovodja, * 1973
Diplomiral je na Akademiji za glasbo v Ljubljani. Izpopolnjeval se je na Visoki šoli za glasbo in uprizoritvene umetnosti v Gradcu pri prof. Johannesu Prinzu.
Deloval je kot zborovodja MePZ Groblje in Domžalskega komornega zbora. Od leta 2003 let vodi Mladinski zbor RTV Slovenija in od leta 2010 Komorni zbor Limbar iz Moravč, s katerima se udeležuje domačih in tujih tekmovanj, na katerih redno osvaja priznanja in nagrade.